# Rhipidaster vannipes
Rhipidaster vannipes är en sjöstjärneart som beskrevs av Percy Sladen 1889. Rhipidaster vannipes ingår i släktet Rhipidaster och familjen solsjöstjärnor. Inga underarter finns listade i Catalogue of Life.